# دوايت تايلور (كاتب)
دوايت تايلور (بالإنجليزية: Dwight Taylor)‏ (1902، نيويورك في الولايات المتحدة - 31 ديسمبر 1986، وودلاند هيلز، كاليفورنيا في الولايات المتحدة)؛ مؤلِّف، كاتب مسرحي، كاتب سيناريو، منتج أفلام، صحفي وروائي أمريكي.

## روابط خارجية
- دوايت تايلور على موقع IMDb (الإنجليزية)
- دوايت تايلور على موقع قاعدة بيانات برودواي على الإنترنت (الإنجليزية)
- دوايت تايلور على موقع قاعدة بيانات الفيلم (الإنجليزية)